# 人参代往古銀
人参代往古銀（にんじんだいおうこぎん）とは宝永7年9月（1710年）から、高麗人参貿易取引専用に鋳造された丁銀の一種で秤量銀貨である。単に往古銀（おうこぎん）また人参丁銀（にんじんちょうぎん）とも呼ぶ。この「往古」は慶長銀の品位への復帰を意味する。

## 概要
表面には、「寳」字および大黒図柄が打たれ、その極印は宝永四ツ宝丁銀のものと同一であるが、「宝」字などの年代印は無く、品位は慶長丁銀と同一である。専ら貿易専用の銀で日本国内では通用せず、対応する小玉銀は鋳造されなかった。

## 略史
江戸時代初期、優れた薬効があり高価であった高麗人参は日本国内で栽培することができず、専ら朝鮮半島からの輸入に頼っていた。この貿易は対馬藩が専属で担当し決済は慶長丁銀で行われていた。元禄8年9月（1695年）に貨幣改鋳が行われ、品位が低下した元禄丁銀が発行された際、この改鋳のことを朝鮮側に伝えず、対価支払い用には依然良質な慶長銀を確保して支払いに充てていたが、やがて慶長丁銀の確保が困難となり、一旦人参貿易が打ち切られ、対馬藩の朝鮮側との2年越しの交渉の末、元禄12年5月（1699年）に、元禄銀による支払いは、慶長銀の2割7分増しで決済することで合意がなされた。含有銀量で換算すれば2割5分増しであるが、これは元禄銀の品位を分析した結果、含有率が規定量に満たないなどの申し出が朝鮮側からあったなどのやり取りによるものであった。
しかし、宝永3年（1706年）に丁銀の品位はさらに下げられ、宝永丁銀による取引も純銀量に応じて割増すことで取引を試みたが、低品位であったことに加え、天候不順などによる人参の収穫高の低下などの背景から交渉は決裂し、対馬藩は再び取引中止を朝鮮側から通告された。対馬藩の申し出により宝永7年9月27日（1710年）、幕府は銀座に対し人参取引専用に慶長銀と同品位の丁銀を鋳造することを命じた。これが人参代往古丁銀であるが、「往古」とは復帰するという意味で、これまでの元禄銀による支払いは故意に悪質の銀貨を渡していたとの誤解を避けるため、対馬藩では貿易取引において「特鋳銀（とくちゅうぎん）」と称したという。
人参代往古銀はすべて京都の銀座において鋳造され、吹元銀は佐渡、生野、および石見の灰吹銀であった。
『銀座書留』によれば宝永7年（1710年）より1年当り1,417貫500匁の人参代往古銀を対馬藩に渡すように記している。
その後、正徳4年（1714年）に品位を慶長銀に復帰させた正徳丁銀を発行した際、人参代往古銀の鋳造の必要はなくなり中止されたが、この正徳の改鋳後も対馬藩はまだ、正徳3年（1713年）分の往古銀を受け取っておらず、正徳銀は良質とはいえ極印が異なることから交易に差し支えるとして陳情に努め、正徳4年7月（1714年）にようやく従来の往古銀を受け取った。
元文元年（1736年）に再び品位の低下した元文丁銀が発行された際、往古銀の鋳造が再開された。しかしこの頃から、徳川吉宗による殖産興業の一環として進められた政策により高麗人参の国内栽培が可能となり、人参代往古銀の鋳造は衰退した。

## 人参代往古銀の品位
規定品位は銀80％（一割二分引ケ）、銅20％である。

## 人参代往古銀の鋳造量
宝永年間から正徳丁銀発行までの京都の銀座における鋳造高は5,337貫156匁4分（19.9トン）であり、この内、対馬藩に渡された丁銀は5,197貫500匁（19.4トン）である。渡高の内訳は宝永7年（1710年）分が945貫、正徳元年（1711年）、2年（1712年）、3年（1713年）はそれぞれ規定額の1,417貫500匁であったが受け渡しは1、2年遅れるのが常であった。
公儀灰吹銀から丁銀を吹きたてる場合の銀座の収入である分一銀（ぶいちぎん）は渡された灰吹銀に対する3%と設定された。